# Lista comunelor din El Bayadh

Harta Algeriei cu provincia El Bayadh evidențiată

Din provincia El Bayadh fac parte următoarele comune:
- Aïn El Orak
- Arbaouat
- Boualem
- Bougtoub
- Boussemghoun
- Brezina
- Cheguig
- Chellala
- El Abiodh Sidi Cheikh
- El Bayadh
- El Bnoud
- El Kheiter
- El Mehara
- Ghassoul
- Kef El Ahmar
- Kraakda
- Rogassa
- Sidi Ameur
- Sidi Slimane
- Sidi Tifour
- Stitten
- Tousmouline